# Encyclopedia of Triangle Centers
L'Encyclopedia of Triangle Centers (abbreviato in ETC) è una lista online di più di 10.000 punti o "centri" associati geometricamente ad un triangolo. Il progetto è curato da Clark Kimberling, un professore di matematica della Università di Evansville.
Ogni punto è identificato da un indice numerico nella forma X(n); per esempio X(1) è l'incentro.
Le informazioni raccolte sui punti concernono le loro coordinate trilineari e baricentriche, le relazioni con le rette passanti e gli altri punti.
| Codice ETC | Nome                  | Definizione                       |
| ---------- | --------------------- | --------------------------------- |
| X(1)       | incentro              | centro dell'incerchio             |
| X(2)       | baricentro            | intersezione delle mediane        |
| X(3)       | circumcentro          | centro del circumcerchio          |
| X(4)       | ortocentro            | intersezione delle altezze        |
| X(5)       | centro dei nove punti | centro del cerchio dei nove punti |
| X(6)       | Punto di Lemoine      | intersezione delle simmediane     |
| X(7)       | punto di Gergonne     |                                   |
| X(8)       | punto di Nagel        |                                   |
| X(9)       | Mittenpunkt           |                                   |
| X(10)      | centro di Spieker     | centro del cerchio di Spieker     |